# Rifargia titus
Rifargia titus är en fjärilsart som beskrevs av Köhler 1924. Rifargia titus ingår i släktet Rifargia och familjen tandspinnare. Inga underarter finns listade.